# 只罕帖木儿
只罕帖木儿（Jahan Temur，?—?），蒙古人，海合都之孙，伊兒汗國末期札剌亦儿王朝谢赫·大哈散王公拥立的傀儡君主。当时，伊兒汗國西部分裂为楚邦王朝和札剌亦儿王朝，楚邦王公谢赫·小哈散·楚邦在1338年7月16日，击败大哈散，占领伊兒汗國首都桃里寺（大不里士），可汗麻合马被楚邦俘杀。1339年，大哈散在报达（巴格达）拥立只罕帖木儿为可汗，第二年，大哈散废黜只罕帖木儿，自立为可汗。
| 前任： 麻合马 | 蒙古伊兒汗國君主 1339年－1340年 | 繼任： — |